# Chrysiptera
Chrysiptera là một chi cá biển thuộc phân họ Pomacentrinae nằm trong họ Cá thia.

## Từ nguyên
Từ chrysiptera được ghép bởi hai âm tiết trong tiếng Hy Lạp cổ đại, khrūsós (χρυσός; "vàng") và pterón (πτερόν; "vây, cánh"), hàm ý có lẽ đề cập đến vây đuôi và vây bụng có màu vàng ở C. cyanea đực (loài điển hình của chi).

## Phạm vi phân bố

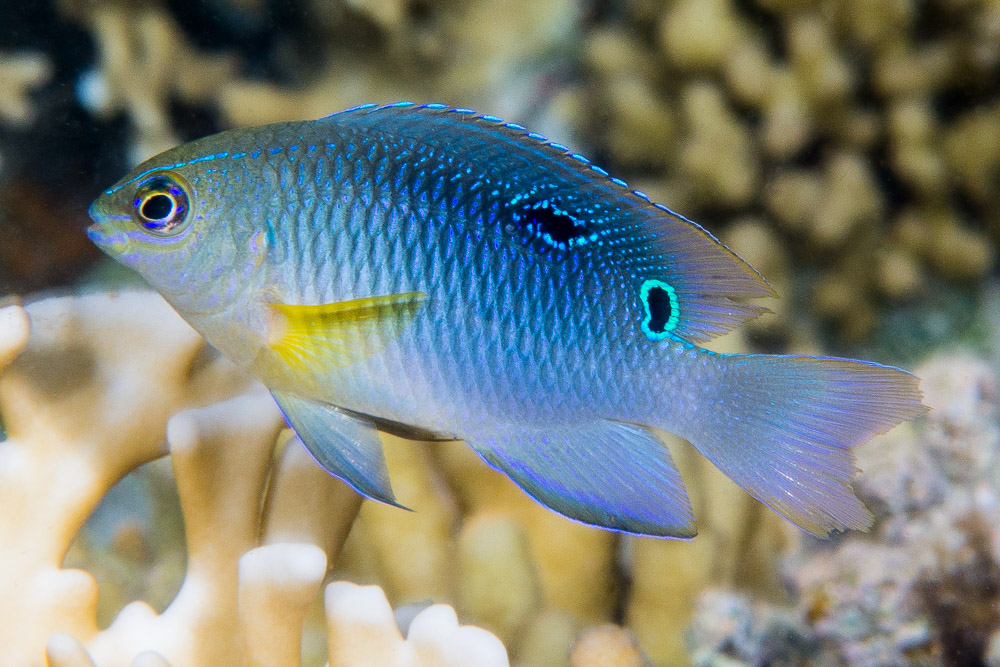
C. unimaculata (đang lớn)

Các loài trong chi Cirrhilabrus được phân bố ở những vùng biển nhiệt đới thuộc khu vực Ấn Độ Dương - Thái Bình Dương, trong đó, C. unimaculata là loài có phạm vi rộng nhất (trải dài từ Biển Đỏ đến Fiji và Tonga). Ngoài ra, C. cyanea còn được tìm thấy ở cả Địa Trung Hải, vốn không phải nơi bản địa của các loài cá thia.

## Các loài
Tình trạng phân loại học của chi Chrysiptera vẫn chưa chắc chắn và có khả năng sẽ được tách thành nhiều chi mới. Tính đến năm 2021, có tất cả 37 loài được công nhận trong chi này, bao gồm:
- Chrysiptera albata Allen & Bailey, 2002
- Chrysiptera arnazae Allen, Erdmann & Barber, 2010
- Chrysiptera biocellata (Quoy & Gaimard, 1825)
- Chrysiptera bleekeri (Fowler & Bean, 1928)
- Chrysiptera brownriggii (Bennett, 1828)
- Chrysiptera burtjonesi Allen, Erdmann & Cahyani, 2017[6]
- Chrysiptera caeruleolineata (Allen, 1973)
- Chrysiptera caesifrons Allen, Erdmann & Kurniasih, 2015[7]
- Chrysiptera chrysocephala Manica, Pilcher & Oakley, 2002
- Chrysiptera cyanea (Quoy & Gaimard, 1825)
- Chrysiptera cymatilis Allen, 1999
- Chrysiptera ellenae Allen, Erdmann & Cahyani, 2015[8]
- Chrysiptera flavipinnis (Allen & Robertson, 1974)
- Chrysiptera galba (Allen & Randall, 1974)
- Chrysiptera giti Allen & Erdmann, 2008[9]
- Chrysiptera glauca (Cuvier, 1830)
- Chrysiptera hemicyanea (Weber, 1913)
- Chrysiptera leucopoma (Cuvier, 1830)
- Chrysiptera maurineae Allen, Erdmann & Cahyani, 2015[8]
- Chrysiptera niger (Allen, 1975)
- Chrysiptera notialis (Allen, 1975)
- Chrysiptera oxycephala (Bleeker, 1877)[8]
- Chrysiptera papuensis Allen, Erdmann & Cahyani, 2015[8]
- Chrysiptera parasema (Fowler, 1918)
- Chrysiptera pricei Allen & Adrim, 1992[10]
- Chrysiptera rapanui (Greenfield & Hensley, 1970)
- Chrysiptera rex (Snyder, 1909)
- Chrysiptera rollandi (Whitley, 1961)
- Chrysiptera sheila Randall, 1994
- Chrysiptera sinclairi Allen, 1987
- Chrysiptera springeri (Allen & Lubbock, 1976)
- Chrysiptera starcki (Allen, 1973)
- Chrysiptera talboti (Allen, 1975)
- Chrysiptera taupou (Jordan & Seale, 1906)
- Chrysiptera traceyi (Woods & Schultz, 1960)
- Chrysiptera unimaculata (Cuvier, 1830)
- Chrysiptera uswanasi Allen, Erdmann & Cahyani, 2018[11]